# Metiochodes acutiparamerus
Metiochodes acutiparamerus is een rechtvleugelig insect uit de familie krekels (Gryllidae). De wetenschappelijke naam van deze soort is voor het eerst geldig gepubliceerd in 2010 door Li, He & Liu.